# Erythritol tetranitrat
Erythritol tetranitrat (ETN) là một hợp chất nổ, tương tự về mặt hoá học với PETN. Mặc dù vậy, nó được cho là nhạy cảm hơn một chút với ma sát và chấn động, va đập.
Giống như nhiều dẫn xuất ester nitrat, ETN có thể đóng vai trò như một loại thuốc giãn mạch, và là thành phần hoạt chất chính trong các viên thuốc nén "giải phóng liều lượng tuỳ chỉnh" nguyên bản, được sản xuất theo bằng sáng chế về một quy trình vào đầu những năm 1950, được gọi là "nitroglyn". Ăn nuốt phải ETN hoặc tiếp xúc với da trong thời gian dài có thể dẫn đến hấp thu và gây nên hiện tượng được gọi là "cơn đau đầu nitro" ("nitro headache").

## Đặc tính
ETN có vận tốc nổ tương đối cao ở khoảng 8206 m/s tại mật độ 1,7219 (± 0,0025) g/cm3. Nó có màu trắng và không mùi. ETN thường được đúc thành hỗn hợp trộn với các loại chất nổ mạnh (high explosives) khác. Nó tương đối khá nhạy cảm với sốc và ma sát, vì vậy cần phải cẩn thận khi xử lý. ETN hòa tan dễ dàng trong aceton và các dung môi keton khác. Độ nhạy đối với va đập và ma sát cao hơn một chút so với độ nhạy của pentaerythritol tetranitrate (PETN). Độ nhạy của sản phẩm đúc từ việc làm nóng chảy và ép khuôn ETN là tương đương như nhau. Các loại dẫn xuất có ít các gốc nitrat hơn của erythritol, chẳng hạn như là erythritol trinitrate, là hòa tan được trong nước, do đó chúng không làm bẩn và ô uế hầu hết các mẫu ETN.
Cũng có nhiều đặc tính giống như PETN, ETN được biết đến là có hạn sử dụng rất dài. Các nghiên cứu quan sát trực tiếp cấu trúc tinh thể không nhận thấy dấu hiệu phân hủy nào sau 4 năm bảo quản ở nhiệt độ phòng. ETN có điểm nóng chảy là 61 °C, so với PETN có điểm nóng chảy là 141,3 °C. Các nghiên cứu gần đây về sự phân hủy ETN đã đề xuất một thứ, gọi là bước giới hạn tốc độ đẳng phân tử (unimolecular rate-limiting step), theo đó liên kết O−NO2 bị phân cắt và bắt đầu chuỗi phân hủy.
ETN có thể và nên được kết tinh lại, để loại bỏ các axit còn tồn đọng từ quá trình tổng hợp ra khỏi hợp chất. Ethanol hoặc metanol được hâm ấm là dung môi có thể dùng được (gần 10 g ETN/100 ml EtOH). ETN sẽ kết tủa dưới dạng các tiểu cầu lớn, với mật độ khối khoảng 0,3 g/cm3 (vật liệu có dạng xốp xốp) khi đổ nhanh dung dịch ETN/etanol vào vài lít nước lạnh. Các tinh thể mịn, tiểu vi hơn nữa được chế xuất ra bằng cách thêm nước một cách chầm chậm, từ từ vào dung dịch ETN/etanol này trong khi khuấy trộn mạnh hỗn hợp. Các tinh thể siêu mịn có thể được làm ra bằng cách gây sốc lạnh dung dịch ETN/etanol đang còn ấm về nhiệt độ dưới −20 °C trong bể làm lạnh. ETN có thể dễ dàng được nắn bóp bằng tay tới khoảng 1,2 g/cm3 (với chút nguy cơ nhẹ về sự phát nổ ngẫu nhiên).
Ngay cả các lượng chất ETN nhỏ theo từng bậc 20 mg một đều có thể gây ra các vụ nổ tương đối mạnh mẽ, đến mức có thể phát nổ khi được làm nóng kể cả khi không có vật gì chứa đựng, ví dụ như khi đặt trên tấm lá nhôm và nung nóng bằng lửa từ bên dưới.
ETN có thể được đúc khuôn bằng cách nấu chảy trong nước có nhiệt độ ấm (khoảng 65 °C). Sự phân hủy nhẹ là điều có khả năng xảy ra (thường được biểu hiện bằng sự thay đổi màu sắc từ trắng sang vàng cực nhạt). Tuy nhiên, không có báo cáo nào về phản ứng runaway xảy ra, dẫn đến việc phát nổ từng xác nhận được (khi đúc khuôn nấu chảy mà chỉ sử dụng một xô nước ấm và ETN đã trải qua quá trình kết tinh lại). ETN đúc nấu chảy, nếu được làm nguội chậm rãi trong khoảng thời gian 10–30 phút, với mật độ 1,70 g/cm3, tốc độ nổ ở 8040 m/s, và áp suất nổ là Pcj khoảng 300 kbar. Phản ứng Brisance của nó cao vượt trội, hơn rất nhiều so với Semtex (khoảng 220 kbar, tùy thuộc vào nhãn hiệu). Hỗn hợp của ETN đúc nấu chảy, trộn lẫn cùng PETN (khoảng 50:50% theo trọng lượng) thuộc vào hàng các chất nổ mạnh nhất có thể được làm ra bởi những kẻ nghiệp dư được trang bị tương đối. Những hỗn hợp này có mức áp suất nổ Pcj trên 300 kbar một chút, tốc độ phát nổ trên 8 km/s. Thông số này gần bằng mức tối đa của các loại chất nổ quân sự chiến trường như LX-10 hoặc EDC-29 (khoảng 370 kbar và gần sát 9 km/s).
ETN thường được làm dẻo hóa (plasticizer) thành cục đất nặn bằng chất kết dính (binder) PIB/dầu tổng hợp (rất giống với hệ chất kết dính trong C4) hoặc sử dụng ester nitric lỏng. Chất nổ dẻo gốc PIB không hề độc hại và hoàn toàn có thể so sánh được với C4 hoặc Semtex với áp suất nổ Pcj là 200–250 kbar, tùy thuộc vào mật độ (bị ảnh hưởng bởi kích thước tinh thể, lượng chất kết dính và lượng chất được cán ra cuối cùng). Các hệ thống EGDN/ETN/NC rất độc hại nếu có chạm phải vào, chúng cũng khá nhạy cảm với ma sát và va đập, nhưng nhìn chung thì mạnh hơn một chút so với C4 (áp suất nổ Pcj vào khoảng 250 kbar và Edet là 5,3 MJ/kg) và mạnh mẽ hơn Semtex (Pcj khoảng 220 kbar và Edet dưới ngưỡng 5 MJ/kg) với Pcj  vào khoảng 250–270 kbar và Edet khoảng 6 MJ/kg. Phải lưu ý rằng, các phần mềm nổ khác nhau và các cuộc khảo sát thử nghiệm khác nhau sẽ cho ra thông số áp suất phát nổ tuyệt đối, có thể thay đổi từ 5% trở lên với tỷ lệ tương đối được duy trì.
ETN đúc nấu chảy cho kết quả không hợp lệ trong bài test thử nghiệm Hess, tức là độ biến dạng lớn hơn 26 mm, với trụ xi-lanh bằng kim loại chì bị phá hủy hoàn toàn. Semtex 1A chỉ cho 21 mm trong cùng cuộc thử nghiệm, tức là ETN đúc nấu chảy có độ tan vỡ brisant do áp suất nổ gây ra cao hơn ít nhất 20% so với Semtex 1A.
ETN đúc nấu chảy hoặc chất nổ dẻo ETN mật độ cao/độ trơ thấp là một trong những loại vật liệu nằm trong "danh sách theo dõi" về khủng bố.

## Cân bằng Oxy
Một tính chất mà loại chất nổ này có còn PETN thì không, đó là độ cân bằng oxy dương, có nghĩa là phân tử ETN sở hữu hơn cả đủ lượng oxy trong cấu trúc của nó để có thể oxy hóa hoàn toàn toàn bộ carbon và hydro của nó khi phát nổ. Điều này có thể được nghiệm ra trong sơ đồ phương trình hóa học dưới đây.
2 C4H6N4O12 → 8 CO2 + 6 H2O + 4 N2 + 1 O2
Trong khi đó PETN phân hủy thành:
2 C5H8N4O12 → 6 CO2 + 8 H2O + 4 N2 + 4 CO
Carbon monoxide (CO) vẫn cần oxy để oxy hóa hoàn toàn thành carbon dioxide (CO2). Một nghiên cứu chi tiết về tính chất phân hủy hóa học của ETN gần đây đã được làm sáng tỏ.
Như vậy, cứ hai mol ETN phân hủy, thì có một mol O2 tự do được giải phóng ra. Lượng oxy này có thể được sử dụng để oxy hóa bụi kim loại được thêm vào từ trước, hoặc là chất nổ thiếu oxy, chẳng hạn như TNT hoặc PETN. Một phương trình hóa học về cách mà oxy từ ETN có thể oxy hóa PETN được trình bày dưới đây. Lượng oxy bổ sung từ ETN sẽ oxy hóa carbon monoxide (CO) thành carbon dioxide (CO2).
2 C4H6N4O12 + 1 C5H8N4O12 → 13 CO2 + 10 H2O + 6 N2

## Sản xuất
Cũng giống như các dẫn xuất polyol được nitrat hóa khác, ETN có thể được tạo ra bằng cách nitrat hóa erythritol. Có thể là thông qua việc hoà trộn acid sulfuric đậm đặc với một loại muối nitrat hoặc có thể bằng cách sử dụng hỗn hợp acid sulfuric và acid nitric.